# Чемпионат мира по самбо 1987
Чемпионат мира по самбо 1987 года (11-й по счёту) прошёл в городе Милан (Италия) 28-29 ноября.

## Медалисты
| Весовая категория | Золото                    | Серебро                           | Бронза                  |
| ----------------- | ------------------------- | --------------------------------- | ----------------------- |
| до 48 кг          | Андрей Ходырев · СССР     | Д. Делгербаяр · МНР               | Димитар Димитров · НРБ  |
| до 52 кг          | Бобомурад Файзиев · СССР  | Д. Суарез · Франция               | М. Кумори · Марокко     |
| до 57 кг          | Антон Новиков · СССР      | Георгий Юсев · НРБ                | Г. Тербиж · МНР         |
| до 62 кг          | Александр Аксёнов · СССР  | А. Кубои · Япония                 | С. Ганбаатар · МНР      |
| до 68 кг          | Галдангийн Жамсран · МНР  | Владимир Япринцев · СССР          | Иван Нетов · НРБ        |
| до 74 кг          | Васил Соколов · НРБ       | В. Беаг · Франция                 | Эркин Халиков · СССР    |
| до 82 кг          | Джемал Мчедлишвили · СССР | Джон Идаррета · Испания           | Анатолий Желязков · НРБ |
| до 90 кг          | Зундуйн Дэлгэрдалай · МНР | Хамид Хапай · СССР                | И. Йоргов · НРБ         |
| до 100 кг         | Владимир Гурин · СССР     | Бадмаанямбуугийн Бат-Эрдэнэ · МНР | Митко Стоянов · НРБ     |
| свыше 100 кг      | Владимир Шкалов · СССР    | Минчо Петков · НРБ                | М. Тэтам · США          |